# STS–52

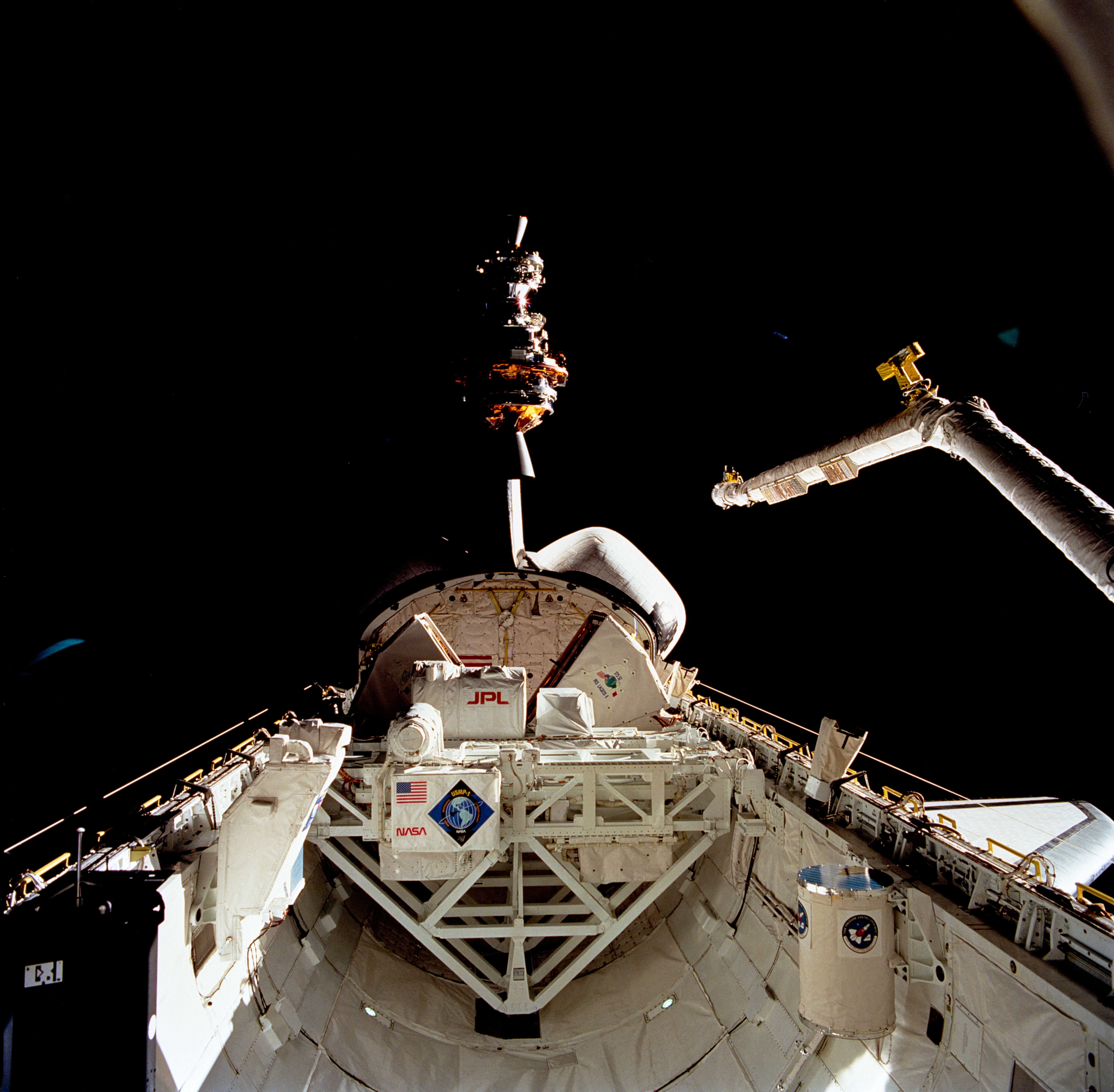
A LAGEOS–2 útnak indítása

Az STS–52 az amerikai űrrepülőgép-program 51., a Columbia űrrepülőgép 13. repülése.

## Jellemzői
A beépített kanadai Canadarm (RMS) manipulátor kart 50 méter kinyúlást biztosított (műholdak indítás/elfogása, külső munkák [kutatás, szerelések], hővédőpajzs külső ellenőrzése) a műszaki szolgálat teljesítéséhez.

### Első nap
1992. október 22-én a szilárd hajtóanyagú gyorsítórakéták, Solid Rocket Booster(SRB) segítségével Floridából, a Cape Canaveral (KSC) Kennedy Űrközpontból, a LC39–B (LC–Launch Complex) jelű indítóállványról emelkedett a magasba. Az orbitális pályája 90,6 perces, 28,5 fokos hajlásszögű, elliptikus pálya perigeuma 304 kilométer, az apogeuma 307 kilométer volt. Felszálló tömeg indításkor 113 457 kilogramm, leszálló tömeg 97 201 kilogramm. Szállított hasznos teher 8078 kilogramm
Tiszteleti, kegyeleti felkérésre az űrrepülőgépen elhelyezték Gene Roddenberry, a Star Trek filmsorozat földi maradványát. Az elsők között volt, akiket a világűrben temettek el.

## Hasznos teher
1. Kereskedelmi megrendelések teljesítésére a Spacelab (USMP–1) mikrogravitációs laboratóriumot alkalmazták. Protein (gyógyszeralapanyag) előállítása, élettani kísérletek (+12 rágcsáló),
2. Air Force Maui Optical Site (AMOS) – radar- és optikai megfigyelések elősegítése, a földi egységek kalibrálásának biztosítása
3. Lambda-Point Experiment (LPE) – folyadékok kísérlete (hélium). Bizonyos halmazállapotában 1000-szer jobban vezeti a hőt, mint a réz.
4. Materials for the Study of Interesting Phenomena of Solidification on Earth and in Orbit (MEPHISTO) – közös amerikai – francia együttműködési program (fémek és félvezetők viselkedése mikrogravitációa környezetben.
5. Space Acceleration Measurement System (SAMS) – alacsony szintű gyorsulás (mérése) mellett végzendő stabil értékű kísérletek.
6. Attitude Sensor Package (ASP) – a fedélzeti számítógép, a földi támogató vezérlés összhangjának mérése.
7. Canadian Experiments-2 (CANEX-2) – Űrtechnológiai teszt, a világűrben jelen lévő sugárzó anyagok, a sztratoszféra mérése, élettudományi kísérletek.
8. Space Vision System (SVS) – az eszköz elégtelen látási viszonyok mellett biztosítja a látást. Segíti meghatározni (robotkar) az elérendő cél helyét, irányát, mozgási sebességét.
9. Materials Exposure in Low-Earth Orbit (MELEO) – mintegy 350 anyagvizsgálata, a későbbi felhasználás (űrhajó, űrállomás) biztonsága érdekében.
10. Pressure Control Experiment/Thermal Phenomena (TPCE/TP) – zárt tartályokban végzett termikus kísérletek.
11. Physiological Systems Experiment-02 (PSE-02) – csontritkulás gátló vegyületek kísérlete (tesztalany 6 patkány kezelt, 6 patkány normál állapotban).
12. Heat Pipe Performance (HPP) – az űrrepülőgép fűtőhálózatának ellenőrzését (méréseit) végezet.
13. Shuttle Plume Impingement Experiment (SPIE) – mérőcső, raktérből kiemelve, menetirányból mérte az atomi oxigén jelenlétét.
14. Commercial Programs is sponsoring the Commercial MDA ITA Experiments (CMIX) – fehérje  kristály növekedési kísérletek.
15. Crystal Vapor Transport Experiment (CVTE) – félvezetők gyártási anyagainak kísérletezése.
16. Commercial Protein Crystal Growth (CPCG) – mikrogravitációs környezetben fehérje előállítása. Négy zárt fehérjetartályban automatikusan történő folyamatok voltak.
17. Ultraviolet Plume Instrument (UVPI) – az űrrepülőgép hajtóműveinek ellenőrző méréseit végezte,

### Műhold
A tehertérben rögzített kommunikációs műholdakat a Canadarm (RMS) manipulátor kar segítségével pályairányba állították. A műholdak pályairányba állítását követően az űrrepülőgép 13-16 kilométerre eltávolodott.

#### LAGEOS–2
Laser Geodinamikai Satellite (LAGEOS), lézer geodinamikai (tudományt segítő) műhold. Kettő űreszközt állítottak pályára, a  LAGEOS–1-et 1976-ban. Célja, hogy nagyon stabil, közepes Föld körüli pályán (MEO) keringve, a Földről megvilágított lézerfényt passzívan visszaverje. A lézerfény állapotából mért eredmények segítségével (több földi állomás összehangolt mérési eredményei alapján) meghatározni a Föld geodinamikai (alakját, a tektonikus lemezek mozgását, a  kontinentális talapzatok sodródását) állapotát.
Gyártotta és üzemelteti Olaszország. Megnevezései: LAGEOS 2; LAGEOS 2 (1992-070B). Kódszáma: SSC 22195.
Az alumínium/réz testet 60 centiméter átmérőjű, felületét negatív (homorú) félgömbök (426) borítják, méretük 3,8 centiméter. Az elhelyezett félgömbök (óriás golflabda) reflektorként szolgálnak a megvilágított lézerfény hatására. A negatív félgömbök (422) kondenzált szilícium üvegből, a fennmaradó 4 germániummal borított. Fedélzetén nincsenek mérőeszközök, műszerek, pályairányba (magasságában) helyezve passzív műhold. Követését, lézeres megvilágítását, mérések rögzítését végezték: USA, Mexikó, Franciaország, Németország, Lengyelország, Ausztrália, Egyiptom, Kína, Peru, Olaszország és Japán. Az orbitális egység pályája 222,42 perces, 52,64 fokos hajlásszögű, elliptikus pálya perigeuma 5617 kilométer, az apogeuma 5950 kilométer volt. Hasznos tömege 405 kilogramm. A NASA és az Olasz Űrügynökség (ASI) közös erőfeszítésével a második napon helyezték pályairányba. Pályairányba helyezését követően a 60 perc múlva, automatikusan induló szilárd üzemanyagú IRIS főmotorja sikeresen geoszinkron pályába emelte. Élettartama pályáján végtelen.

#### CTA
Kanada építette és üzemeltette célműholdját. Kanada polgári és katonai eszközeinek radar- és optikai megfigyelését, kalibrálását segítette.
Megnevezései:  CTA (Canadian Target Assembly);  CTA (1992-070C). Kódszáma: SSC 22214.
Az orbitális egység pályája 88,53 perces, 28,46 fokos hajlásszögű, elliptikus pálya perigeuma 208 kilométer, az apogeuma 215 kilométer volt. Hasznos tömege 82 kilogramm. Az űrrepülőgép rakteréből Steven MacLean saját karjával emelte ki a műholdat.
1992. november 1-jén 9 napos programját befejezve belépett a légkörbe és megsemmisült.

#### Kilencedik nap
1992. november 1-jén a Kennedy Űrközpontban, kiindulási bázisán szállt le. Összesen 9 napot, 20 órát, 56 percet és 13 másodpercet töltött a világűrben. 6 645 026 kilométert (4 129 028 mérföldet) repült, 159 alkalommal kerülte meg a Földet.

## Személyzet
(zárójelben a repülések száma az STS–52 küldetéssel együtt)
- James Wetherbee (2), parancsnok
- Michael Allen Baker (2), pilóta
- Charles Veach (2), küldetésfelelős
- William Shepherd (3), küldetésfelelős
- Tamara Jernigan (2), küldetésfelelős
- Steven MacLean (1), rakományfelelős – (CSA, Kanada)

### Tartalék személyzet
- Bjarni Tryggvason, rakományfelelős – (CSA, Kanada)

### Visszatérő személyzet
- James Donald Wetherbee (2), parancsnok
- Michael Baker (2), pilóta
- Charles Veach (2), küldetésfelelős
- William McMichael Shepherd (3), küldetésfelelős
- Tamara Elizabeth Jernigan (2), küldetésfelelős
- Steven MacLean (1), rakományfelelős